# Sebba
Sebba este un oraș din provincia Sebba, Burkina Faso.